# Валлентуна
Валлентуна — адміністративний центр комуни Валлентуна в лені Стокгольм, Швеція з 33 219 жителями у 2018 році. Культурний ландшафт Валлентуни добре збережений, і сліди життя людей в цьому районі можна простежити до кам'яної доби. Археологічні розкопки в південній частині Валлентуни поблизу Лілла-Євсьо виявили залишки поселення кам'яної доби.
Під час бронзової доби, населення збільшилось в Валлентуні та в районі Руслаген, що оточує її, коли земна маса поступово піднімалася через відступ льодовиків.

## Пам'ятки

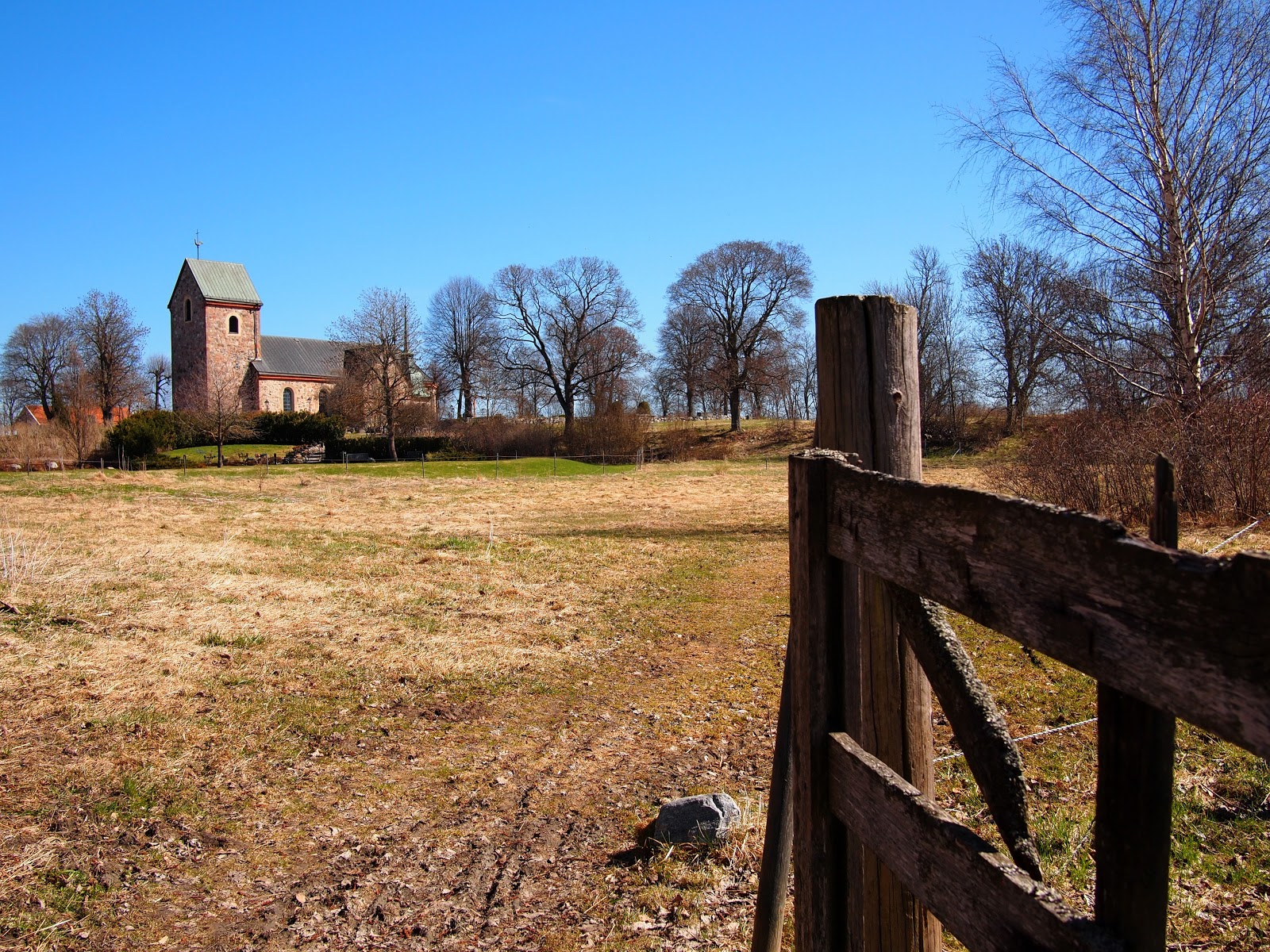
Валлентунська церква, вид ззаду.

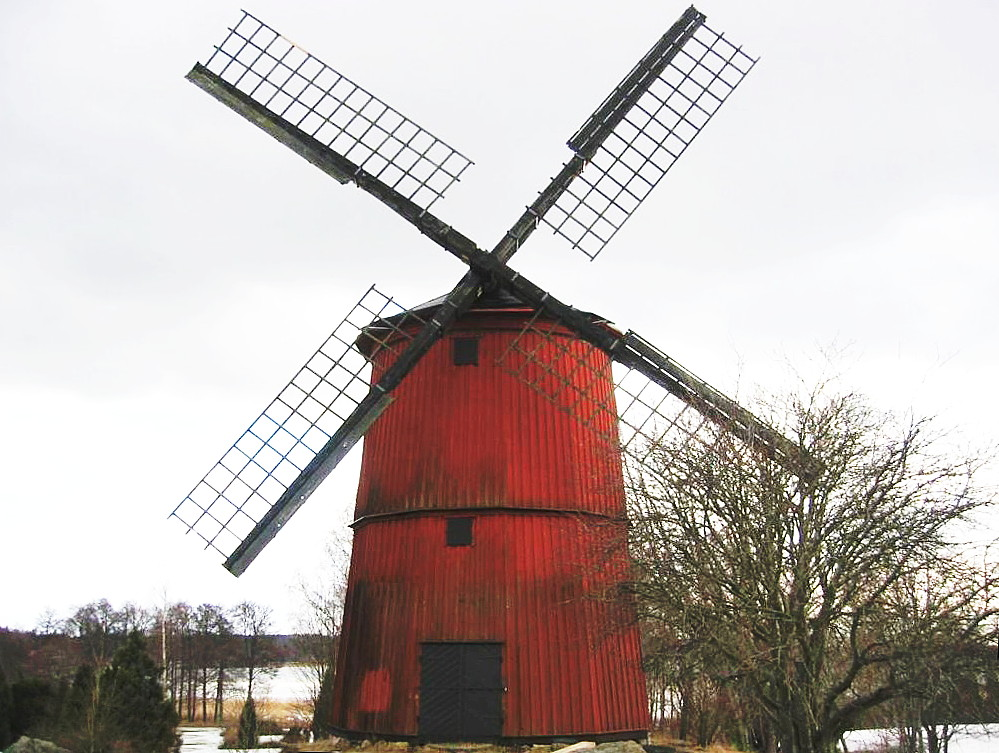
Млин Весбю в квітні 2006 року. Млин згорів 30 березня 2008 року.

- Валлентунська церква, середньовічна церква
- «Королівство рун Тебю-Валлентуна» (швед. Runriket Täby-Vallentuna). Навколо Валлентуни існує неймовірна концентрація близько 50 рунних каменів. Королівство розповідає про час рунних каменів і сім'ї, які жили в XI-му столітті навколо озера Валлентуна.